# Норойар
Норойар (фар. Norðoyar, также фар. Norðoyggjar, буквально «Северные острова») — регион в северо-восточной части Фарерских островов, который включает в себя острова: Кальсой, Куной, Борой, Вийой, Свуйной и Фуглой. Клаксвуйк является столицей этого региона.